# Neochelonia funeralis
Neochelonia funeralis là một loài bướm đêm thuộc phân họ Arctiinae, họ Erebidae.